# The Way We Talk
The Way We Talk är den andra EP:n av bandet The Maine, utgiven 11 december 2007 på Fearless Records.

## Låtlista
1. "If I Only Had the Heart"
2. "The Way We Talk"
3. "Give Me Anything"
4. "We Change, We Wait"
5. "The Town's Been Talkin'"
iTunes-bonusspår
6. "I Wanna Love You" (Akon-cover)